# 日立GEベルノバニュークリアエナジー
日立GEベルノバニュークリアエナジー（ひたちジーイーベルノバニュークリアエナジー）は、原子炉プラントの建設と原子力サービスを行う企業である。アメリカ合衆国のゼネラル・エレクトリック（GE）と日立製作所の提携によって設立されたGE日立ニュークリア・エナジーの日本法人である。ABWR（改良型沸騰水型軽水炉）では国内No.1のシェアを持ち、三菱重工業、東芝と並ぶ、国内に3社ある原子炉プラントメーカーの1社である。福島第一原子力発電所事故後も原子力発電を強力に推進している。
現在の社名は2025年6月1日以降のもので、以前の社名は日立GEニュークリア・エナジーである。

## 歴史
- 1952年 - 日立の原子力技術開発がスタートする[5]。
- 1955年 - 日立事業所（旧日立工場）に「原子力係」設置される。
- 1957年 - 日立が「原子力開発部」を設立する。
- 1961年 - 日立の自社用の研究炉が完成する。
- 1967年 - 日立とGE（ゼネラル・エレクトリック）がBWR（沸騰水型軽水炉）の技術ライセンス契約を締結する。
- 1974年 - 純国産のBWR初号機である島根原子力発電所1号機が完成する[6]。
- 1996年 - ABWR（改良型沸騰水型軽水炉）初号機である柏崎刈羽原子力発電所7号機が運転開始する。
- 1997年 - 日立とGEが提携する。
- 2006年 - 日立単独でのABWRである志賀原子力発電所2号機が完成する。
- 2007年
  - 6月4日 - GE日立ニュークリア・エナジーがアメリカ、カナダで設立される。
  - 7月1日 - 日立GEニュークリア・エナジーが設立される。
- 2025年
  - 6月1日 - GEがエネルギー事業を分社化したことに伴い社名を「日立GEベルノバニュークリアエナジー」に変更[7][8]。

## 事業内容
国内、海外へのABWR（改良型沸騰水型軽水炉）プラント建設事業、軽水炉、高速増殖炉、原子燃料サイクルの研究・設計・製造・建設・保守などの業務を行っている。また、ABWR（出力向上）、ESBWR（高経済性単純化沸騰水型軽水炉）、次世代BWRの開発を行っている。

### 原子炉の建設
国内でのABWR（改良型沸騰水型軽水炉）プラントについてはNo.1のシェアがあり、国内のABWR全プラントの建設に参画している。
敦賀発電所（日本原子力発電）
1号機（共同建設）
福島第一原子力発電所（東京電力）
1号機（共同建設）
4号機（プラント一式）
島根原子力発電所（中国電力）
1号器（プラント一式）、2号機（プラント一式）、3号機（プラント一式）
浜岡原子力発電所（中部電力）
1号機（タービン設備一式）、2号機（タービン設備一式）、3号機（タービン設備一式）、4号機（タービン設備一式）、5号機（タービン設備一式）
東海第二発電所（日本原子力発電）
2号機（共同建設）
福島第二原子力発電所（東京電力）
2号機（プラント一式）、4号機（プラント一式）
柏崎刈羽原子力発電所（東京電力）
4号機（プラント一式）、5号機（プラント一式）
6号機（共同建設）、7号機（共同建設）
志賀原子力発電所（北陸電力）
1号機（プラント一式）、2号機（プラント一式）
女川原子力発電所（東北電力）
3号機（タービン設備一式）
大間原子力発電所（電源開発）
1号機（共同建設）
東通原子力発電所（東京電力）
1号機（共同建設）

### 原子燃料サイクル事業
再処理、高速炉、中間貯蔵など、原子燃料サイクル事業を行っている。
ウラン濃縮工場（日本原燃）
六ヶ所再処理工場（日本原燃）
使用済み核燃料受入貯蔵施設、分離施設、低レベル廃液処理施設
もんじゅ（日本原子力研究開発機構）
ふげん（日本原子力研究開発機構）
常陽（日本原子力研究開発機構）
東海再処理工場（日本原子力研究開発機構）
LWTF（低放射性廃棄物処理技術開発施設）

### その他設備
大飯発電所（関西電力）
乾燥造粒固化設備
伊方発電所（四国電力）
超音波流量計、搬出検査設備
SG取替工事（三菱重工業）
玄海原子力発電所（九州電力）
雑固体モルタル充填設備
川内原子力発電所（九州電力）
洗濯設備
日本原子力研究開発機構
搬出検査設備

### 廃炉事業
福島第一原子力発電所
2011年10月4日に、1号機の放射性物質の飛散を抑制するための「建屋カバー」を、日立GEニュークリア・エナジーと清水建設が共同で完成させた。
2012年4月17日に、4号機の使用済み燃料プールからの核燃料の取り出しに向けて、クレーンや燃料取扱機の設置スペースのある建屋カバーの設置工事に着手した。施工は日立GEニュークリア・エナジーと竹中工務店が共同で行っている。
また、4号機の解体・撤去作業、使用済み燃料プールの中の瓦礫撤去作業は、日立GEニュークリア・エナジーと日立プラント・テクノロジーで行われている。

## 諸問題
- 志賀原発1、2号機と柏崎刈羽原発7号機のストレステストを自社で行い、国に提出していることで、その信頼性が疑われている[14]。